# Молодіжна збірна Ліхтенштейну з футболу
Молодіжна збірна Ліхтенштейну з футболу (нім. Liechtensteinische Fussballnationalmannschaft (U-21-Männer)) — національна футбольна збірна Ліхтенштейну гравців віком до 21 року, яка контролюється Ліхтенштейнською футбольною федерацією і створена 2006 року. Молодіжна збірна цієї країни жодного разу не потрапляла до фінальної стадії молодіжного чемпіонату Європи чи світу.

## Молодіжний чемпіонат Європи
- 2007 — 2023 — не пройшла кваліфікацію
- 2025 — 2027 — не брала участі